# Mauricio Alarcón
Mauricio Alarcón (n. Bogotá, Cundinamarca, Colombia, 17 de junio de 1994) es un exfutbolista colombiano que nació en la ciudad de Bogotá, que se desempeñó como volante de marca y jugó en Independiente Santa Fe.

## Trayectoria
-2009 Ind Santa Fe.
-2010 inferiores de llaneros Fc.
-2011 Deportivo cali.

## Inicios
Mauricio Alarcón nació en Bogotá, la capital de Colombia. Allí, empezó a jugar fútbol a los 5 años cuándo entró a jugar a la escuela del club profesional Academia Compensar. Luego, alrededor de los 10 años entró a las divisiones inferiores de Independiente Santa Fe, club del cual se considera hincha. 

## Independiente Santa Fe
Mauricio debutó como futbolista profesional el 8 de marzo de 2009, cuando Santa Fe jugó contra el Deportivo Pereira. Ese día, Alarcón jugó un minuto y medio, ya que el técnico Hernán Darío Gómez lo puso de titular para cumplir con una norma impuesta por la Dimayor. Su segundo partido con la camiseta albirroja, fue uno válido por la fase de grupos de la Copa Colombia contra Academia Compensar en el 2011. Ese mismo año, jugaría otro partido contra Centauros Villavicencio. En el 2014, volvería a tener minutos con el equipo de sus amores, cuando empezó a ser convocado nuevamente y jugó 4 partidos en la fase de grupos de la Copa Colombia de ese año. 

## Clubes
| Club                        | País     | Año       |
| --------------------------- | -------- | --------- |
| Club Independiente Santa Fe | Colombia | 2009-2014 |